# Петров Віталій Олександрович
Віта́лій Олекса́ндрович Петро́в (нар. 8 вересня 1984, Виборг) — російський автогонщик.
Постійно проживає в Оксфорді, Велика Британія неподалік від бази команди Lotus Renault в Енстоуні. Відомий під прізвиськом «Виборзька ракета». З 31 січня 2010 року пілот команди «Рено» у Формулі-1. Перший російський пілот, що коли-небудь виступав у рамках чемпіонату Формули-1. Менеджер Петрова — Оксана Косаченко.

## Кар'єра

### Ранні роки
Син авторитетного підприємця Олександра Петрова — співвласника ВАТ «Виборзький суднобудівний завод», ЗАТ «Виборзька паливна компанія» та інших великих регіональних підприємств. На відміну від більшості сучасних пілотів «Формули-1», Віталій Петров не брав участь у картингу, в шкільні роки займався водінням машин з автомобільного парку батька. Кар'єру почав з Кубку «Лади» у 2001 році, коли йому було вже 17 років. Він виступав у цій серії до 2002 року, домінував у ній, вигравши всі етапи, набравши максимальну кількість очок.

### Формула-Рено
У 2003 році Віталій перейшов у італійську Формулу-Renault, виступав за команду Euronova Racing і фінішував у чемпіонаті 19-м. Також в тому сезоні він фінішував четвертим у британському зимовому чемпіонаті Формули-Renault в кінці сезону. В Кальярі він дебютував у європейському чемпіонаті Формули-3000.

### Повернення в Росію
У 2004-у Віталій взяв участь у першому сезоні нового російського чемпіонату Lada Revolution. Він стартував з поул-позиції у всіх гонках, а фінішував лише другим. Після цього він повернувся у Євро Формулу-3000.
У 2005-у Петров знову повернувся в Росію і виграв чемпіонати Lada Revolution з десятьма перемогами і Формулу-1600 з чотирма.

### Євросерія 3000
У 2006 році Петров виступав у Євросерії-3000 за команду Euronova Racing. Він закінчив чемпіонат третім, десять разів потрапивши на подіум і здобувши чотири перемоги: на Хунгароринзі, в Мюджелло, Сільверстоуні та Каталуньї-Монтмело. Крім цього, він взяв участь у чемпіонаті європейських чемпіонів, посівши поул у гонці в Брно.

### GP2

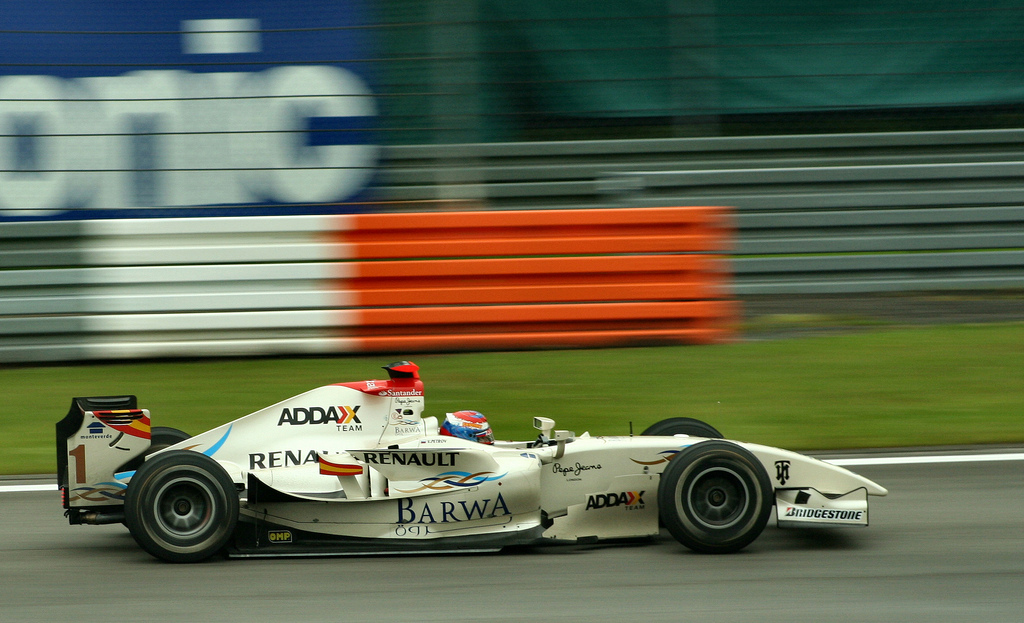
Гонка на Нюрбургринзі у 2009 році.

У 2006 році Віталій Петров вперше взяв участь у міжнародних змаганнях — в серії GP2. У цій серії він здобув чотири перемоги: по одній в сезоні 2007 та в сезоні 2008 за команду Campos Grand Prix, і дві в сезоні 2009 за команду Barwa Addax. Він також фінішував на третій позиції в сезоні 2008 GP2 Asia позаду Ромена Грожана і Себастьєна Буемі, що зайняли перше і друге місце відповідно.
У 2009 році Віталій Петров впевнено розпочав сезон і зайняв друге місце в чемпіонаті слідом за своїм напарником по команді Barwa Addax Роменом Грожаном. Після відходу Грожана в команду Формули-1 Renault, де той замінив звільненого Піке, Віталій деякий час очолював турнірну таблицю. Однак він не зумів утримати лідерство і за підсумками чемпіонату став віце-чемпіоном, поступившись Ніко Хюлькенбергу. По ходу сезону Віталій Петров здобув дві перемоги і завоював дві поул-позиції.

## Формула-1

### Контракт з Renault

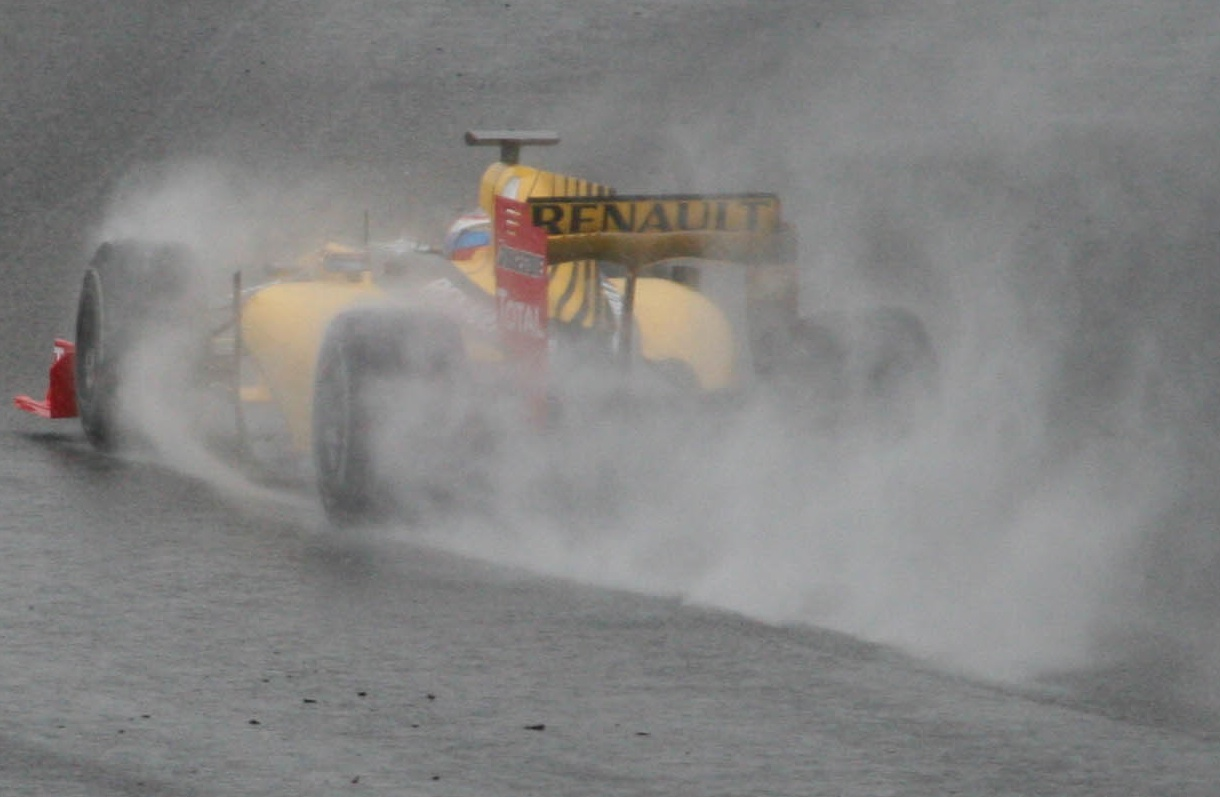
Дощові тести в Хересі у лютому 2010 року.

Петров став першим росіянином, що взяв участь у Формулі-1 — його дебют відбувся в березні на Гран-прі Бахрейну 2010 року.
Керівник команди Renault F1 Team Ерік Бульє сказав:
|  | Для Віталія це особливий день, і ми вітаємо його в команді. Ми розуміємо, що Віталію як новачкові доведеться багато чому навчитися в цьому сезоні, але він показував чудові результати в GP2 в минулому році і цим підкреслив, що готовий до переходу у Формулу-1. Виступаючи разом з Робертом, Віталій отримає чудовий орієнтир для подальшого зростання, і я впевнений, що він підтвердить той потенціал, який демонстрував по ходу всієї кар'єри. |

Віталій Петров додав:
|  | Для мене це неймовірна можливість, і мені по-справжньому хочеться працювати в команді в новому сезоні. Я завжди мріяв виступати у Формулі-1 і дуже радий тому, що дебютую в такій сильній команді, як Renault. До першої гонки ще більше місяця, і я постараюся провести з командою якомога більше часу, щоб до Гран-прі Бахрейну повністю підготуватися до виступів. |

У трьох перших гонках Петров не зміг фінішувати, але на Гран-прі Китаю зайняв вже 7 місце, обігнавши в кінці гонки кількох гонщиків, у тому числі Міхаеля Шумахера та Марка Веббера.

### Фінансові проблеми та їх вирішення
Договір з Renault мав на увазі спонсорські відрахування команді загальною сумою у 15 мільйонів євро. Перша частина повинна була бути внесена до 1 березня, друга — не пізніше липня. Незабаром після підписання контракту стало відомо, що Віталій Петров відчуває серйозні фінансові проблеми. А батько гонщика заявив, що якщо не буде знайдено додаткове фінансування, Віталій може втратити місце в Renault достроково. Проте прес-служба гонщика виступила зі спростуванням цієї інформації.
Менеджер Віталія Петрова Оксана Косаченко так прокоментувала ці події в інтерв'ю:
|  | До кінця року ми повинні внести решту коштів — 7,5 мільйонів євро. Якщо ми не закриємо цей опціон, то втратимо якусь кількість прав на гонщика на деякий період часу. Зрозуміло, ми в цьому не зацікавлені. |

1 березня про підтримку виступів Віталія Петрова у Формулі-1 публічно заявив Володимир Путін в ході зустрічі з Карлосом Гоном. 2 березня прес-секретар прем'єр-міністра Дмитро Пєсков повідомив, що Росія буде спонсорувати виступу Віталія. «Фінансування буде здійснюватися з різних джерел, в першу чергу позабюджетних», — розповів Пєсков. Вже 4 березня машина Renault R30 була представлена з логотипами Lada завдяки укладеному контракту з держкорпорацією «Ростехнології».
Що стосується інших фінансових подробиць перебування Петрова в «Рено», то його менеджер Оксана Косаченко заявила про те, що її підопічний виступає за французьку команду безкоштовно.
|  | «У Петрова поки немає такого поняття, як «зарплата». Пілот вчиться, він зараз як студент. На що він живе? Є тато, сім'я. Останнє бере на себе команда: харчування, перельоти, готелі… На Віталія лягають тільки особисті витрати і телефонні переговори». |

### Сезон-2010

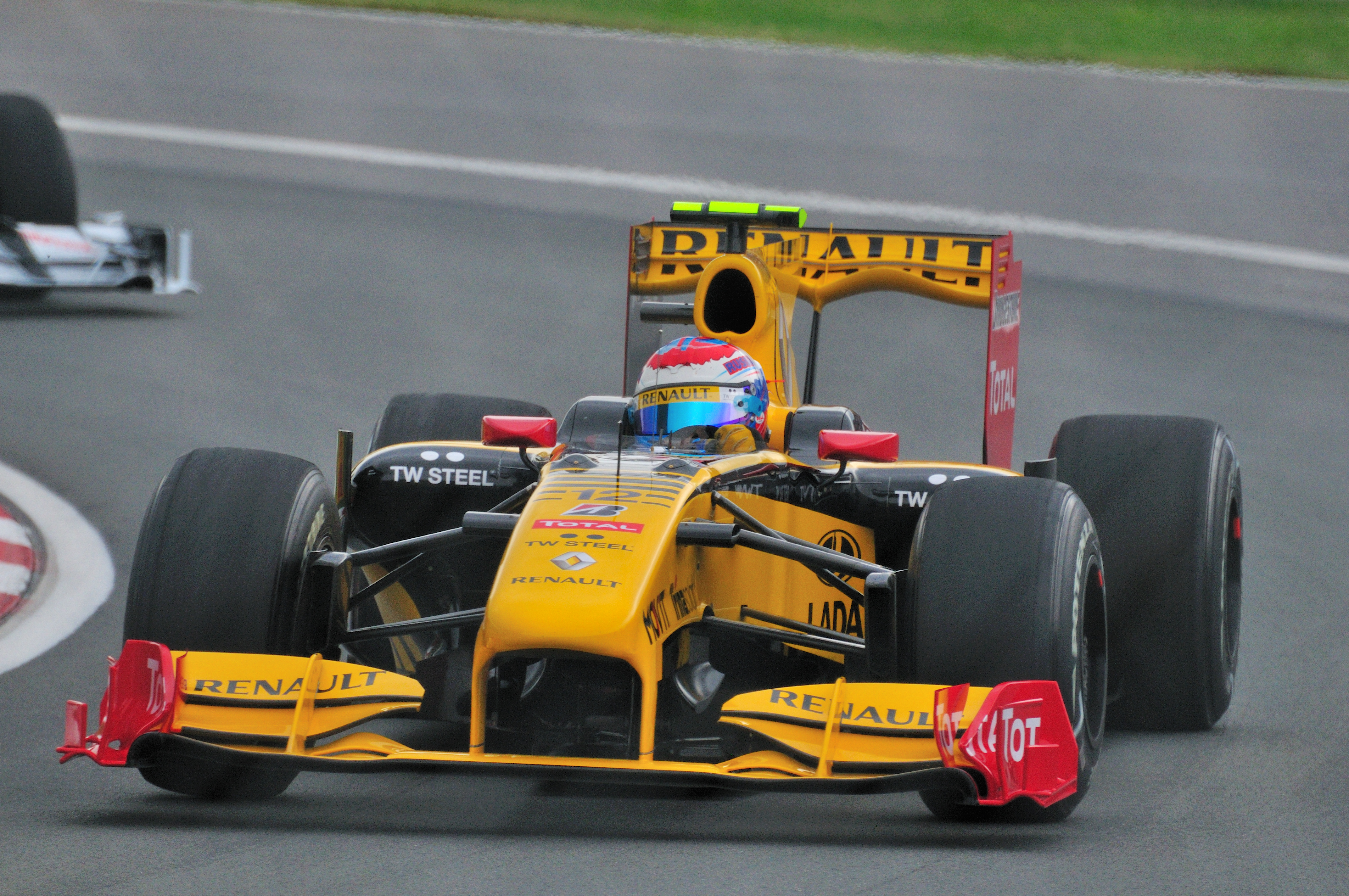
Петров на Гран-прі Канади.

Перші три гонки пройшли для Віталія безрезультативно: в Бахрейні у нього розсипалася підвіска переднього правого колеса, в Австралії він вилетів на гравій, в Малайзії зламалася коробка передач. У загальній складності, в перших трьох гонках він пройшов менше третини дистанції. При цьому він запам'ятався відмінними стартами, під час яких в кожній гонці відігравав від двох до шести позицій, а також агресивними і результативними атаками на суперників. Зокрема, його двохколова дуель з Гамільтоном в Малайзії, яку він хоча і програв, але виглядав при цьому добре для новачка, б'ючись на рівних з чемпіоном світу 2008 року. Перші очки Віталій набрав у дощовій гонці в Китаї, вибравши вірну стратегію заміни шин, а також обігнавши на останніх колах ряд суперників, у тому числі Міхаеля Шумахера та Марка Веббера.
Берні Екклстоун оцінив виступи Петрова у перших гонках наступним чином:
|  | На мій погляд, він достатньо підготовлений, у тому числі і фізично, щоб дістатися до фінішу. Йому вистачило сил, він не «вмирав» у кокпіті і не зламався психологічно. Поки він новачок у цій грі — потрібен час, щоб освоїтися. |

На Гран-прі Туреччини Петров показав своє перше найкраще коло в гонці.
Далі, по ходу сезону керівник команди Ерік Бульє так оцінив виступи гонщика:
|  | Петров перевершив наші очікування. Він гідний називатися пілотом Формули-1. Важливо пам'ятати, що він дебютант Формули-1. |

На Гран-прі Німеччини Віталій Петров кваліфікувався 13-м, але на старті зміг обігнати Ніко Хюлькенберга. Потім він зміг зберегти м'який тип гуми і проїхати на ньому більше число кіл ніж його суперники. Це дозволило йому пересидіти Рубенса Барікелло. Після того як Петров здійснив піт-стоп, він обігнав Камуї Кобаясі і перемістився на 11 місце. Після того як Педро де Ла Роса здійснив свій піт-стоп, Петров перемістився на 10 місце і залишився на ньому до фінішу. Таким чином, Петров вдруге у своїй кар'єрі зміг набрати очки.
На Гран-прі Угорщини Віталій вперше у кар'єрі випередив свого напарника Роберта Кубіцу в кваліфікації, показавши найкращий у кар'єрі 7-й результат, а в гонці зайняв 5-е місце, пропустивши вперед тільки пілотів Red Bull та Ferrari.
29 серпня керівник команди Ерік Бульє заявив, що якщо Петров продовжить набирати очки в кожній гонці, то команда продовжить з ним контракт на 2011 рік, причому Петров вже не повинен буде оплачувати свої виступи.
3 вересня з інтерв'ю Оксани Косаченко стає ясно, що продовження контракту з «Renault» знаходиться під питанням.
На кваліфікації перед Гран-прі Бразилії Віталій зміг у четвертий раз в сезоні пройти в третій сегмент, де зайняв 10 місце. Невдалий старт відкинув його у другий десяток, де він і провів більшу частину гонки, фінішувавши 16-м з відставанням у коло. На Гран-прі Абу-Дабі стартував знову з 10-го місця і фінішував шостим. Протягом перегонів протягом 40 кіл успішно утримував Фернандо Алонсо позаду себе, тим самим внісши великий внесок у визначення переможця чемпіонату.
Ерік Бульє заявив після закінчення останньої гонки чемпіонату:
|  | Так, ми були переконані, що у нього все вийде, але він повинен був сам добитися результату. Цього за Віталія не зможе зробити ніхто: ні команда, ні спонсори, ні його батько. Він повинен все робити сам, повинен працювати над собою. І сьогодні він цього добився, зрозумів, чого ми від нього чекаємо, і тепер зможе повторити в майбутньому. |

### Сезон-2011

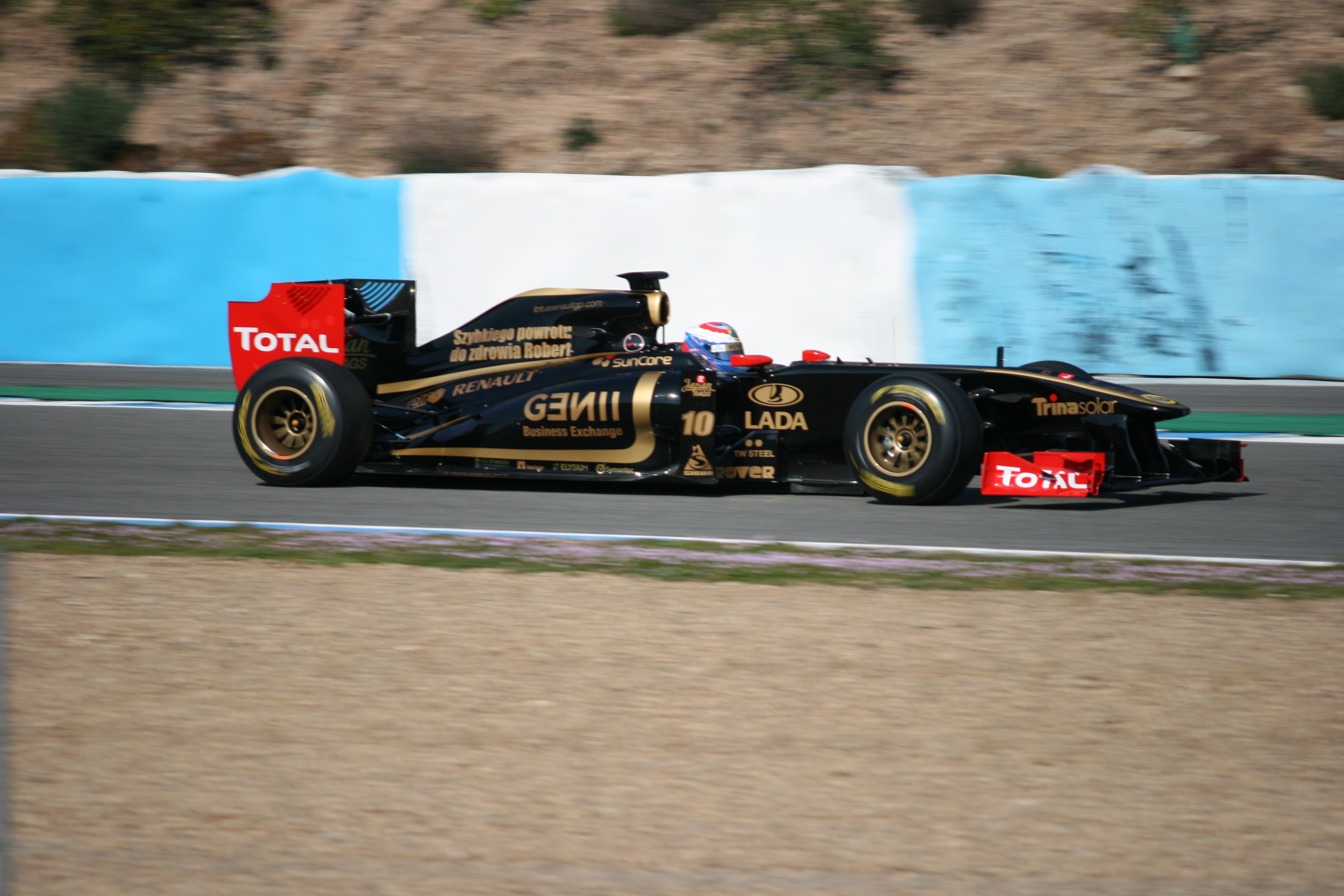
Віталій Петров на передсезонних тестах у Хересі.

22 грудня 2010 Віталій Петров повідомив на прес-конференції про підписання дворічного контракту з Lotus Renault GP.
Менеджер Петрова — Оксана Косаченко — заявила з цього приводу:
|  | Ми плануємо до 2014 року створити можливість для успішного виступу російського гонщика. І тут не має значення, які фінансові потоки вливаються або не вливаються у цей проект. Повірте мені, я не знаю жодної суми, яка прописана в контракті, тому що її просто не існує. Це не фінансова угода, це великий політичний проект участі російського гонщика у Формулі-1. |

4 січня 2011 Віталій зустрівся з прем'єр-міністром В. В. Путіним, головою правління ВАТ «Новатек» Л. В. Міхельсоном і головою держкорпорації «Ростехнології» С. В. Чемезовим. У ході зустрічі вирішувалося питання продовження фінансової підтримки пілота з боку російського бізнесу.

## Результати виступів

### Результати виступів у Формулі-1
| 2010 | Команда         | Шасі        | Двигун                   | Бахрейн | Австралія | Малайзія | КНР | Іспанія | Монако | Туреччина | Канада | Європейський Союз | Велика Британія | Німеччина | Угорщина | Бельгія | Італія | Сінгапур | Японія | Південна Корея | Бразилія | ОАЕ | Очки | Місце |
| 2010 | Renault F1 Team | Renault R30 | Renault RS27-2010 2.4 V8 | 1       | 2         | 3        | 4   | 5       | 6      | 7         | 8      | 9                 | 10              | 11        | 12       | 13      | 14     | 15       | 16     | 17             | 18       | 19  | 27   | 13    |
| 2010 | Renault F1 Team | Renault R30 | Renault RS27-2010 2.4 V8 | Схід    | Схід      | Схід     | 7   | 11      | 13     | 15        | 17     | 14                | 13              | 10        | 5        | 9       | 13     | 11       | Схід   | Схід           | 16       | 6   | 27   | 13    |